# Марин-Парк (район)
Марин-Парк — район на юго-восточной части Бруклина. Район граничит с Милл-Бейсин, Флэтлэндс, Мидвуд, Шипсхед Бей и Герритсен-Бич. Марин-Парк частично окружает парк с таким же названием. Населён он в основном итальянцами, ирландцами, греками и евреями. Согласно переписи 2007 года население Марин-Парк составляет 86 253 человек.

## История
Район расположен в месте впадения речки Герритсен в узкий извилистый канал, являющийся частью залива Джамейка. За последние 5000 лет океанские течения нанесли много песка в сам канал и особенно в место, где он открывается в океан. Таким образом образовался прибойный барьер, за которым со временем сформировался марш. Речка Герритсен раньше была вдвое длиннее, но в 1920 году часть её, расположенную севернее Авеню Ю превратили в дождевую канализацию. Однако она по-прежнему снабжает марш пресной водой.

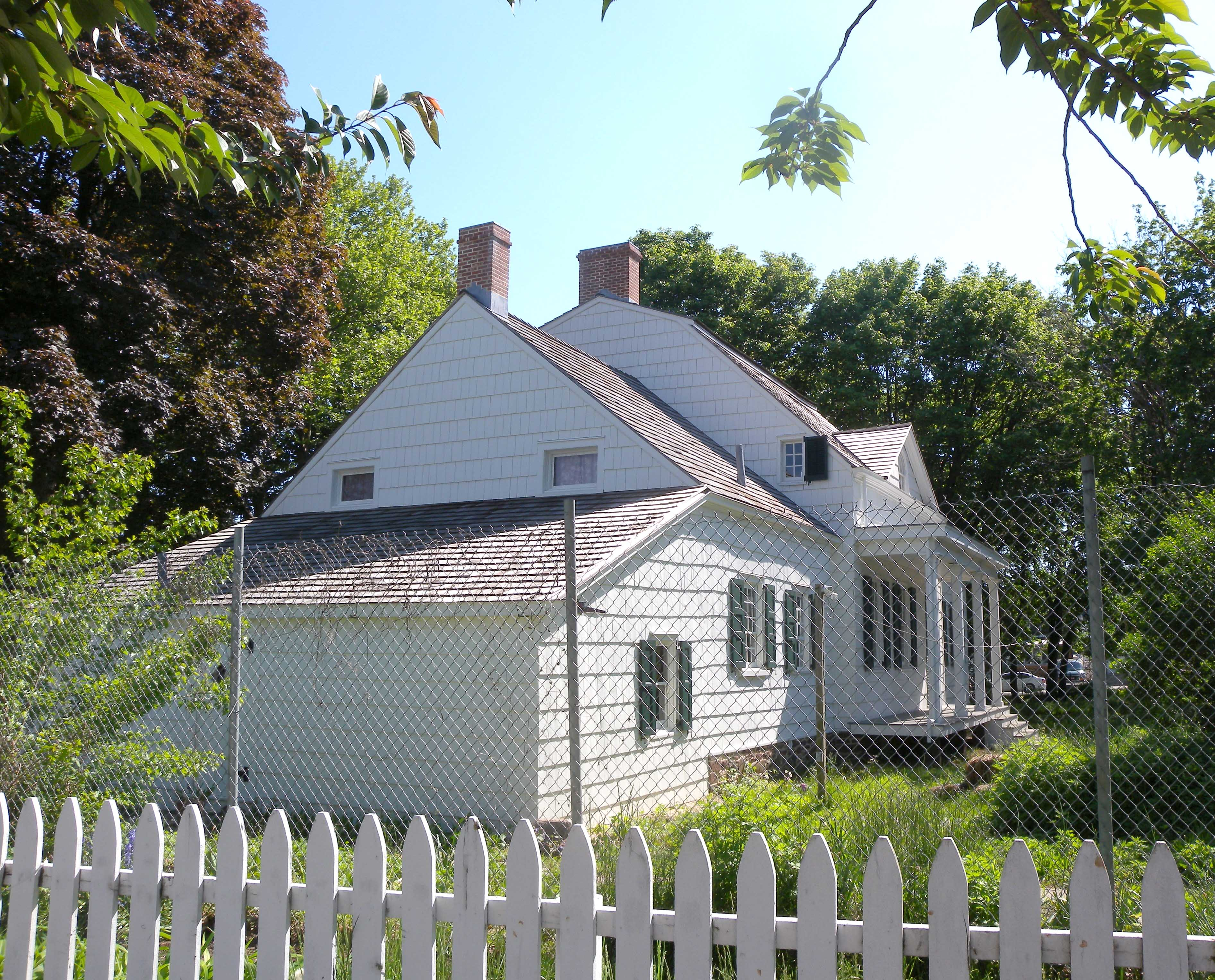
Дом Хендрика Лотта постройки 1720 года

Неподалёку от речки находилось поселение, жители которого занимались охотой и рыбной ловлей, а также вели примитивное сельское хозяйство, изготавливали глиняную посуду, чем отличались от остальных индейских племён. Но к XIII веку, по неясным причинам, жители этого поселения исчезли. А место постепенно заселили индейские племена ленапе (делавары), манхаттас и канарси. Занимались они в основном охотой и рыбной ловлей. В XVII веке район начали заселять голландские колонисты. Земли северного Бруклина были более каменистыми, чем земли южного. А потому первые колонисты, желающие заниматься сельским хозяйством, охотнее заселяли юг. Кроме того природа Марин-Парк была очень похожа на их родину. В середине XVII века земли, на которых расположен Марин-Парк были куплены Йоханнесом Лоттом, где он впоследствии занимался фермерством. Тогда же, в XVII веке в Марин-Парк поселился Вулферт Герритс. Он построил там дом и ферму. Его сын, Хью Герритс, построил первую в США приливную мельницу. Она просуществовала почти 300 лет, а в 1935 году сгорела, вследствие акта вандализма. Деревянные сваи, оставшиеся от мельницы и сейчас можно видеть в марше во время полного отлива. К началу XX века население Марин-Парк, и так небольшое, начало быстро уменьшаться. Люди переселялись в другие, более благоустроенные и привлекательные районы. Марин-Парк в то время называли «болотным пустырём», откуда живущие хотели съехать, а заселять никто не спешил. Как следствие, стоимость земли начала резко снижаться. Семейство Уитни, а также Фредерик Пратт и Альфред Т. Уайт, владевшие землями, решили передать часть их в городскую собственность. Но с условием создания на них парка на средства города. После семилетней задержки городские власти приняли земли и начали строительство парка. Перспектива большого парка в районе подвигла застройщиков на строительство домов и инфраструктуры. Причём продвигалось оно намного быстрее, чем строительство собственно парка. Со временем всё произошло так, как и планировали владельцы земли. Стоимость участков и недвижимости повысилась, а Марин-Парк стал вполне благоустроенным районом. В настоящее время в районе живут люди среднего достатка. В свободное время они занимаются спортом и отдыхают в парке, на берегу марша или проводят различные фестивали и празднества.